# 最小偏移変調

連続位相におけるマッピング変化

最小偏移変調（英: minimum-shift keying、MSK）とは、1960年代末ごろ開発された連続位相周波数偏移変調の一種である。OQPSKと同様、MSKは4分の1ずつ位相を変化させて符号化し、Q成分はシンボル期間の半分だけ遅らせる。しかし、OQPSKが矩形パルスを使うのに対して、MSKは各ビットを半正弦波で符号化する。これにより、非線形の歪みによる問題を軽減し、結果として一定率の信号を生じる。OQPSKとの関連で見る以外に、MSKは連続位相周波数偏移変調 (CPFSK) 信号で2分の1のビットレートの周波数分割をしたものと言うこともできる。

## 数学的表現
位相偏移変調された信号は次の式で表すことができる。
{\displaystyle s(t)=a_{I}(t)\cos {\left({\frac {{\pi }t}{2T}}\right)}\cos {(2{\pi }f_{c}t)}-a_{Q}(t)\sin {\left({\frac {{\pi }t}{2T}}\right)}\sin {\left(2{\pi }f_{c}t\right)}}
ここで {\displaystyle a_{I}(t)} と {\displaystyle a_{Q}(t)} はそれぞれ偶数番目と奇数番目の情報を符号化したもので、幅が 2T の矩形パルスの並びである。三角関数の恒等式を使うと、これを位相および周波数の変調がより明らかな形式に書き換えることができる。
{\displaystyle s(t)=\cos[2\pi f_{c}t+b_{k}(t){\frac {\pi t}{2T}}+\phi _{k}]}
ここで bk(t) は、{\displaystyle a_{I}(t)=a_{Q}(t)} なら +1、両者の符号が逆なら -1 であり、 {\displaystyle \phi _{k}\quad } は {\displaystyle a_{I}(t)} が 1 なら 0、そうでない場合は {\displaystyle \pi } である。以上から、信号は周波数と位相を変調したもので、位相は連続かつ線形に変化する。

## ガウス最小偏移変調
ガウス最小偏移変調（英: Gaussian minimum shift keying、GMSK）は、連続位相周波数偏移変調方式の一種である。標準的な最小偏移変調 (MSK) と似ているが、周波数変調を行う前にデジタルデータストリームをガウスフィルタで形成する。
これによって側波帯電力を低減でき、隣接する周波数チャンネル間の干渉を減らす効果がある。しかし、ガウスフィルタによって変調記憶が増大し、符号間干渉が起きる。そのため、前後のデータ間の識別が難しくなり、受信側で適応イコライザのような複雑なイコライゼーションアルゴリズムを必要とする。

### 応用
GMSKは GSM (Global System for Mobile Communications) で使われている。

### スペクトル効率
GMSK はスペクトル効率が高いが、同じ量のデータを確実に転送するには、QPSKよりも高い電力レベルを必要とする。